# Shahrestān di Handijan
La provincia di Handijan o Hendijan (farsi شهرستان هندیجان) è uno dei 26 shahrestān del Khūzestān, in Iran. Il capoluogo è Handijan. Lo shahrestān è suddiviso in 2 circoscrizioni (bakhsh):
- Centrale (بخش مرکزی)
- Cham Khalaf'isi (بخش چم خلف‌عیسی)